# Sencenac-Puy-de-Fourches
Sencenac-Puy-de-Fourches foi uma comuna francesa na região administrativa da Nova Aquitânia, no departamento Dordonha. Estendia-se por uma área de 10,59 km². Em 2010 a comuna tinha 230 habitantes (densidade: 21,7 hab./km²).
Em 1 de janeiro de 2019, passou a formar parte da nova comuna de Brantôme en Périgord.